# Liz en septiembre
Liz en septiembre es una película venezolana de 2013, protagonizada por Patricia Velásquez y Eloísa Maturén. Dirigida por Fina Torres, se rodó en las Islas de Morrocoy y fue estrenada en cines el 20 de octubre de 2013.
La película aborda temas como la diversidad sexual y la eutanasia.

## Argumento
El encuentro de seis amigas, quienes se reúnen anualmente en la posada de Margot (Elba Escobar) a la orilla de la playa para celebrar el cumpleaños de Liz (Patricia Velásquez). Todas son lesbianas. 
Liz es una exitosa y bella modelo que ha tenido una vida sin límites. Una sola experiencia le ha sido esquiva: amar. Ella sabe varias cosas desde niña: que es diferente, que la belleza es un poder y que jamás querrá lástimar, ni la compasión de nadie.
La llegada inesperada de Eva (Eloísa Maturén) trastocará la vida de la protagonista. Se empeña en conquistarla y hasta apuesta por eso. En el camino se entera de que Eva tiene esposo y está atravesando un duro momento por la reciente pérdida de su hijo.

## Elenco
- Patricia Velásquez
- Eloísa Maturén
- Elba Escobar
- Mimí Lazo
- Arlette Torres
- María Luisa Flores
- Danay García

### Participación especial
- Luis Gerónimo Abreu
- Karina Velásquez
- Martín Brassesco
- Sheila Monterola
- Diana Volpe
- Marcos Carreño

## Premios
- Premios Oriana: Mejor Película Extranjera (2015)